# Gracilinanus
Gracilinanus là một chi động vật có vú trong họ Didelphidae, bộ Didelphimorphia. Chi này được Gardner and Creighton miêu tả năm 1989. Loài điển hình của chi này là Didelphys microtarsus Wagner, 1842, by original designation.

## Hình ảnh

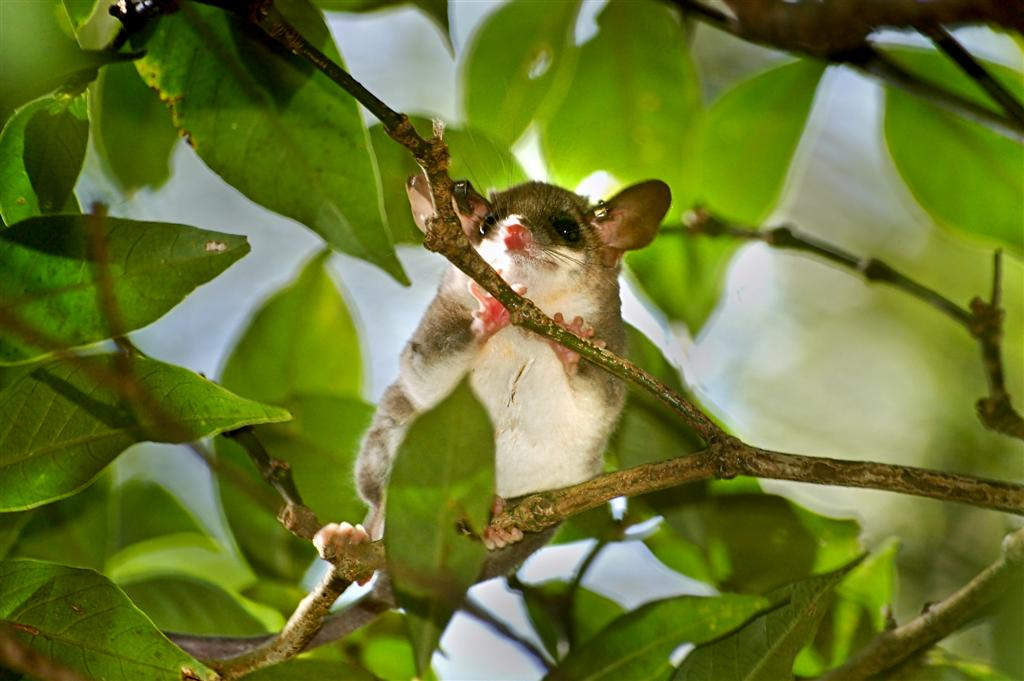
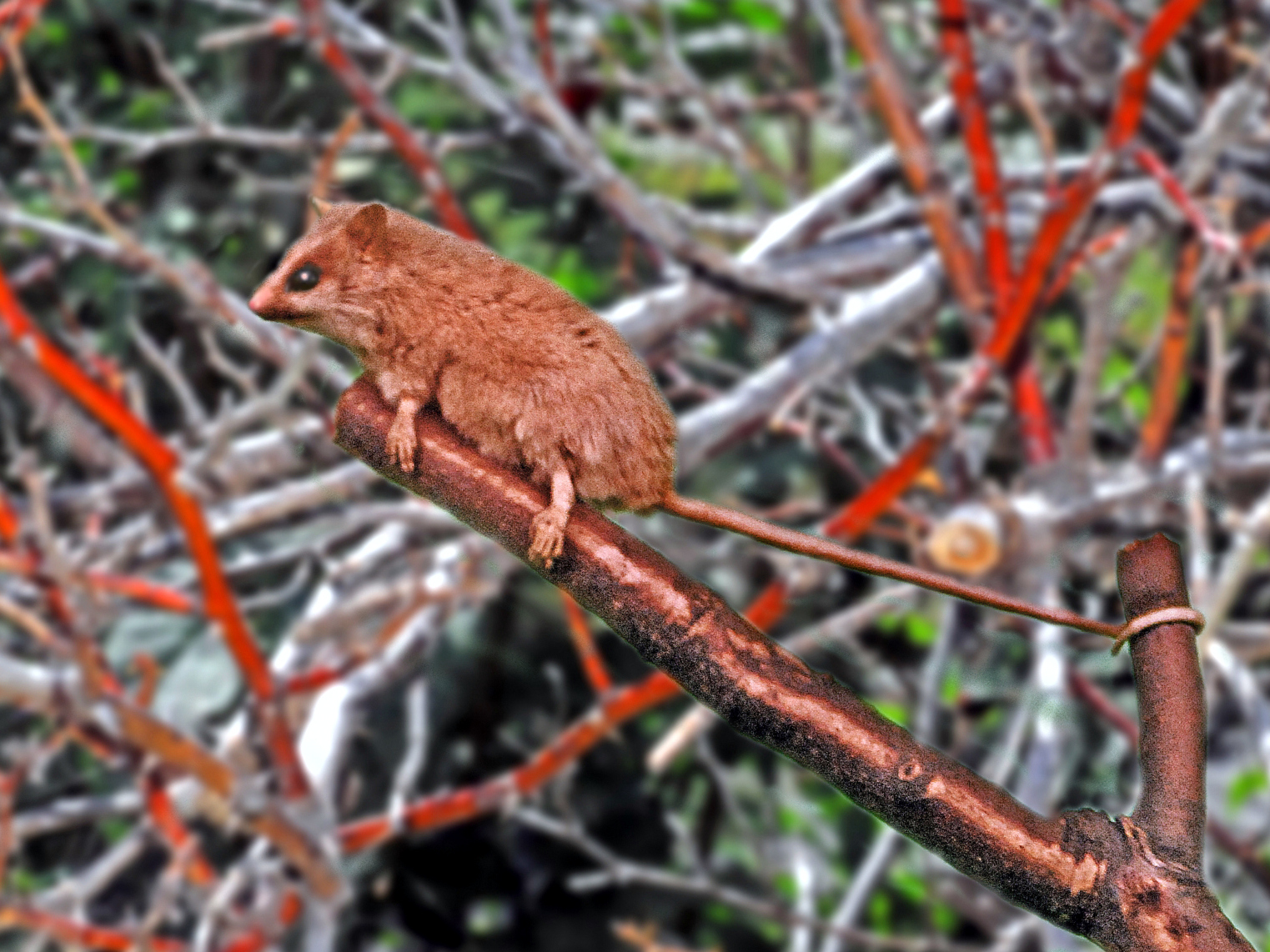

## Các loài
Chi này gồm các loài: